# Ski Civetta
Civetta ist ein Skigebiet in den Veneter Dolomiten und im Südosten von Dolomiti Superski.  Es besteht aus insgesamt 22 Skiliften und 80 km Pisten aller Schwierigkeitslevels. Die Hauptorte der Skiregion sind Alleghe, Selva di Cadore, Zoldo und Palafavera.
Das Skigebiet Civetta ist das größte Skigebiet Venetiens. Es bietet 30 km anfängerfreundliche Pisten, 50 km mittelschwere Abfahrten und 6 km anspruchsvolle Pisten. Im Skigebiet Civetta befindet sich auch die schwarze "Foppe" – eine Weltcup Abfahrt am Crep de Pecol, die ungefähr 1,5 km lang ist.
Das Skigebiet ist in der Regel von Ende November bis Anfang April in Betrieb. Es verfügt über 22 Skilifte, Sesselbahnen und Umlaufbahnen und liegt auf einer Höhe von 1.000 m bis 2.100 m.